# Jean-Jacques Bestieu

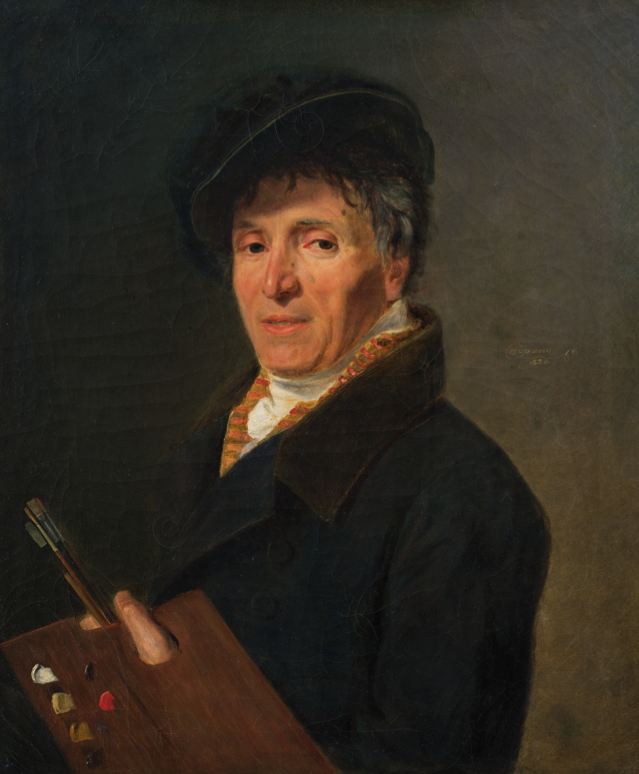
Portrait de Jean Bestieu par Étienne-Louis Advinent (1824). Musée Fabre, Montpellier.

Jean-Jacques Bestieu, né le 23 août 1754 à Montpellier (Hérault) et mort le 8 mai 1842 dans la même ville, est un peintre montpelliérain.

## Biographie

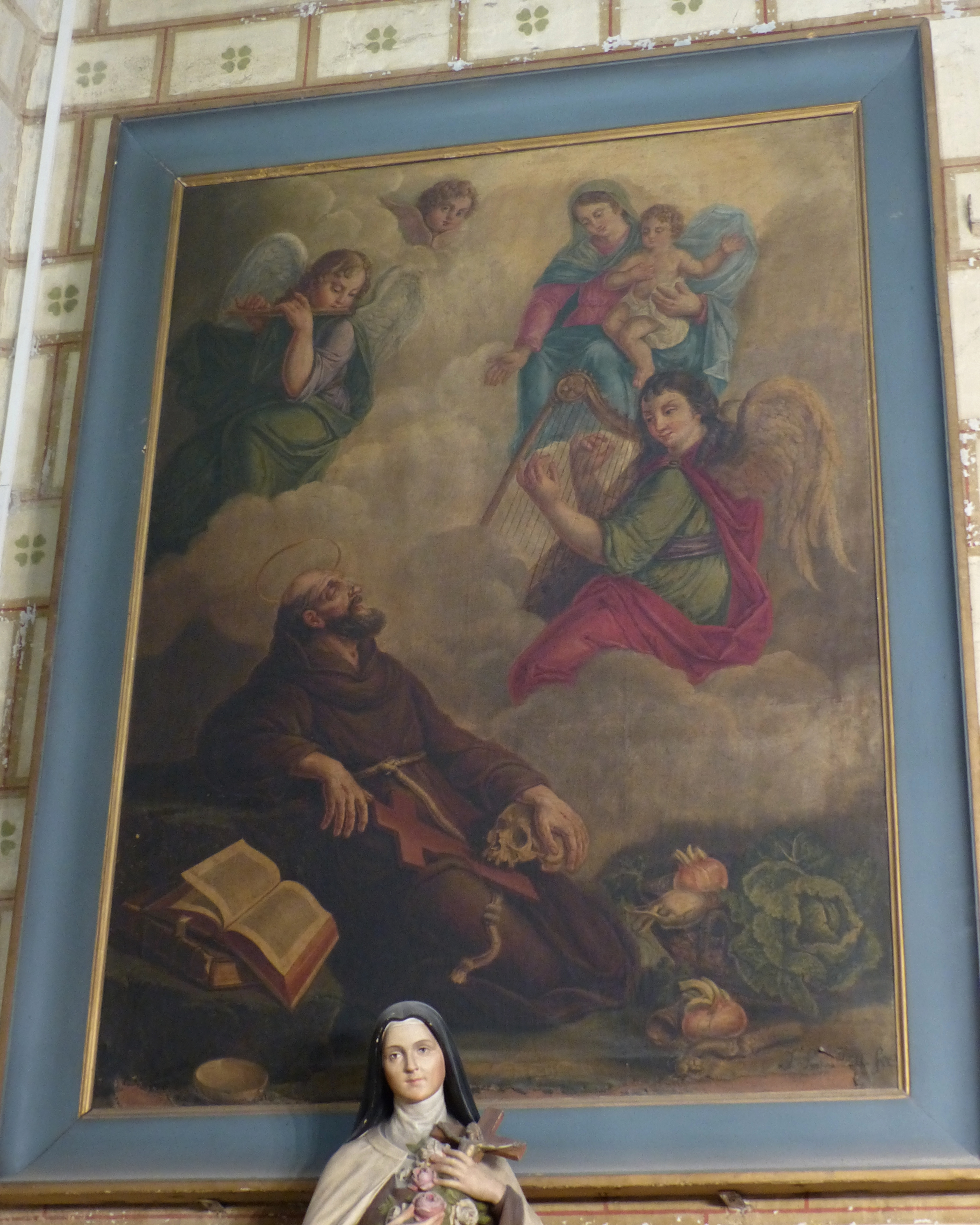
S^{t} Jérôme en méditation à l'église Saint-Mathieu de Montpellier.

Jean Bestieu est élevé par ses parents Jeanne Brun et l'avocat Guillaume Bestieu, dans une famille montpelliéraine. Son père, après la suppression de la Compagnie de Jésus en 1773, enseigne les langues anciennes aux élèves de troisième du Collège royal de Montpellier, ce qui peut avoir favoriser le goût du peintre pour l'art et la culture. Ainsi, en 1778, alors qu'il est âgé de 24 ans, Jean Bestieu décide d'entrer à l'Académie des beaux-arts de Coustou où il obtient son diplôme. Après un séjour à Rome, il revient dans sa ville natale en 1786 où il se voit offrir, à la suite de Jacques Gamelin, le poste de directeur de la Société des beaux-arts de Montpellier.
Au cours de sa carrière, il enseigne également le dessin à l'École centrale du département de l’Hérault. À côté d'une carrière d'enseignant, il montre aussi un fort engagement politique[Lequel ?] car dès 1796, il est associé à la Société populaire de Montpellier et devient membre de la municipalité. En 1797, soit dix ans après sa nomination en tant que directeur, Jean Jacques Bestieu est choisi pour succéder à Abraham Fontanel comme conservateur du fond d'œuvres d'art de l'École centrale de Montpellier, dont il a pu enrichir la collection en 1803 d'une trentaine de tableaux offerts par Jean-Antoine Chaptal, devenu ministre de l'Intérieur. Cette collection rajoutée au treize œuvres présentes est conservée dans l'Hôtel de ville, elle représente le commencement d'un musée qui est supprimé à l'époque de la Restauration, avant la constitution du musée Fabre en 1824.

## Œuvres
Jean-Jacques Bestieu est avant tout un peintre montpelliérain que le musée Fabre range dans la catégorie de « mal-aimé ».
Peu connu aujourd'hui, il s'est surtout spécialisé dans la peinture religieuse, réalisant différents tableaux tels que La Descente du Saint-Esprit dans le cénacle à la chapelle des Pénitents blancs de Montpellier. Il a également réalisé des peintures d'histoire, genre le plus apprécié de son époque, notamment avec le Brutus condamnant ses fils à mort, conservé au musée Fabre ou Le Portrait de Philippe-Laurent de Joubert, seigneur de Bosq, Trésorier de la Bourse des États du Languedoc, aujourd'hui situé dans la chapelle de la Dévote et Royale Confrérie des Pénitents bleus de Montpellier.
Jean-Jacques Bestieu semble avoir mené une activité picturale durant la période révolutionnaire.
Tableaux
- [1776-1800]  Les Adieux de Calas à sa famille, huile sur toile, 70 × 104 cm, depuis 1989 au Musée des Augustins de Toulouse (Haute-Garonne)[a],[b].
- [1787]  Méditation de saint Thomas, huile sur toile, 200 × 180 cm, église priorale Saint-Saturnin de Saint-Saturnin-de-Lucian (Hérault)[c],[d].
- [1788]  Portrait d'Antoine Gouan, huile sur toile, 81 × 65 cm, salle du conseil de la faculté de médecine de Montpellier[e],[f].
- [1796-97]  Autoportrait, huile sur toile, 73 × 62 cm, legs de Mme Bestieu en 1961 au musée Fabre.
- [1796-97]  Cincinnatus recevant les envoyés du sénat romain[Note 1], huile sur toile, 75 × 100 cm, Archives départementales de l'Hérault[g],[h].
- [>1796-XIXe]  Portrait d'Auguste Broussonnet, huile sur toile, 88 × 65 cm, Université Montpellier I, faculté de médecine[i].
- [1801-1815]  La Présentation au Temple, huile sur toile, 250 × 140 cm, église paroissiale Notre-Dame-du-Lac de Lunel (Hérault)[j].
- [1801-1815]  La Visitation, huile sur toile, 250 × 140 cm, église paroissiale Notre-Dame-du-Lac de Lunel (Hérault)[k].
- [1801-1824]  Sarah présentant sa servante Agar à Abraham, huile sur toile, 63,5 × 79 cm, ancienne coll. de Casimir Desmazes (1800-1876), receveur municipal de Montpellier[l],[m].
- [1801-1842]  Décollation de Saint Jean Baptiste, huile sur toile, église Martyre de Saint Jean Baptiste à Saint-Jean-de-Védas (Hérault)[n].
- [1809]  Apothéose de saint Martin de Tours, huile sur toile, 380 × 268 cm, église paroissiale de l'Assomption de Notre-Dame de Montpeyroux (Hérault)[o].
- [1816]  Âmes du Purgatoire, huile sur toile, 120 × 170 cm, église paroissiale saint André de Saint-André-de-Sangonis (Hérault)[p].
- [1824]  La lapidation de Saint Étienne, huile sur toile, 250 × 300 cm, église Saint-Étienne de Villeneuve-lès-Maguelone (Hérault)[q],[r].
- [1824]  Pentecôte, huile sur toile, 225 × 170 cm, église paroissiale saint Jacques du Pouget (Hérault)[s].
- [1839]  Brutus condamnant ses fils à mort, huile sur toile, 146 × 196 cm, don du peintre en 1839 au musée Fabre[t],[Note 2].
- [s.d.]  :
  - Trompe l’œil, huile sur toile, 33 × 48 cm, legs de François-Emmanuel-Eugène Barnier en 1902 au musée Fabre[u].
  - La mort d'Atala, huile sur toile, musée Fabre[v].
  - Portrait de Louis XVIII, huile sur toile, 240 × 175 cm, Archives départementales de l'Hérault[g].

Dessins (notables)
- [fin du XVIIIe siècle]  L'Hercule Farnèse, musée Atger à Montpellier[w],[x].

### Biographie
- Musée Fabre (préf. Georges d'Albenas (1827-1914), 11e édition), Catalogue des peintures et sculptures exposées dans les galeries du Musée Fabre de la ville de Montpellier, Montpellier, impr. Roumégous et Déhan, 1910, XXXVI-349 p., in-8o (BNF 43544145, lire en ligne).
- Michel Faré et Fabrice Faré, La vie silencieuse en France, la nature morte au XVIIIe siècle, Fribourg / Paris, Office du Livre / Société française du livre, 1976, 650 ill, p. 437, 32 × 25,5 cm (ISBN 2-85109-012-7 et 978-2-85109-012-6, OCLC 417340017, BNF 34705684, SUDOC 000595209, présentation en ligne), p. 366-367.Daniel Rabreau, « Compte-rendu : La vie silencieuse en France », Dix-Huitième Siècle, Paris, Garnier, no 13,‎ 1981, p. 544 (ISSN 1760-7892, lire en ligne, consulté le 4 juillet 2022).